# فهرست نمایشگاه‌های جهانی

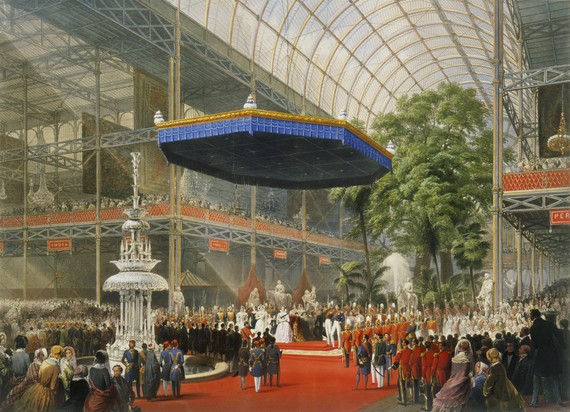
گشایش نخستین دوره نمایشگاه‌های جهانی با عنوان نمایشگاه بزرگ بدست ملکه ویکتوریا در کریستال پالاس در هاید پارک لندن سال ۱۸۵۱

فهرست دوره‌های نمایشگاه جهانی لیستی را از دوره‌های گوناگون نمایشگاه‌های جهانی که از سوی دفتر نمایشگاه‌های بین‌المللی (BIE) تایید و برگزار شده است را نمایش می‌دهد. 
عبارت «نمایشگاه جهانی» یا (به انگلیسی: "World Exposition") و به گفتار ساده‌تر «اکسپو» (به انگلیسی: "Expo") به دسته‌ای از نمایشگاه‌های بزرگ و با گستره عمومی که در بازه زمانی سه تا شش ماه برگزار می‌شود را یاد می‌کند. 

## فهرست بر پایه تاریخ
| تاریخ             | نام نمایشگاه جهانی                                       | موقعیت            | سبک یا نماد                                                                  | توضیحات                                                                                         | بازدیدکننده به میلیون | هزینه (دلار آمریکا) بهمیلیون                        | مساحت (هکتار) | کشورهای شرکت‌کننده |
| ----------------- | -------------------------------------------------------- | ----------------- | ---------------------------------------------------------------------------- | ----------------------------------------------------------------------------------------------- | --------------------- | --------------------------------------------------- | ------------- | ----------------- |
| ۰۴/۱۸۵۱ - ۱۰/۱۸۵۱ | نمایشگاه بزرگ                                            | لندن              | صنعت همه کشورها                                                              | کریستال پالاس                                                                                   | ۶٫۰۰                  | ۱٫۶۵                                                | ۱۰            | ۲۵                |
| ۰۵/۱۸۵۵ - ۱۱/۱۸۵۵ | پاریس ۱۸۵۵                                               | پاریس             | کشاورزی, صنعت و هنر                                                          | Palais d'Industrie Bordeaux Wine classification                                                 | ۵٫۰۰                  | ۲                                                   | ۱۵            | ۲۵                |
| ۰۵/۱۸۶۲ - ۱۱/۱۸۶۲ | International                                            | لندن              | صنعت و هنر                                                                   |                                                                                                 | ۶٫۰۰                  | ۲                                                   | ۱۵            | ۳۹                |
| ۰۴/۱۸۶۷ - ۱۱/۱۸۶۷ | پاریس ۱۸۶۷                                               | پاریس             | کشاورزی, صنعت و هنر                                                          | میدان شان دو مارس                                                                               | ۱۵٫۰۰                 | ۴٫۵                                                 | ۶۹            | ۴۲                |
| ۰۵/۱۸۷۳ - ۱۰/۱۸۷۳ | نمایشگاه جهانی وین ۱۸۷۳                                  | وین               | فرهنگ و آموزش و پرورش                                                        | Rotunde                                                                                         | ۷٫۲۵                  | ۹٫۵                                                 | ۲۳۳           | ۳۵                |
| ۰۵/۱۸۷۶ - ۱۱/۱۸۷۶ | نمایشگاه سده، فیلادلفیا ۱۸۷۶                             | فیلادلفیا         | اعلامیه استقلال ایالات متحده آمریکا                                          | Centennial Arboretum تلفن Heinz Ketchup                                                         | ۱۰٫۰۰                 | ۸                                                   | ۱۱۵           | ۳۵                |
| ۰۵/۱۸۷۸ -۱۱/۱۸۷۸  | پاریس ۱۸۷۸                                               | پاریس             | کشاورزی, صنعت و هنر                                                          | مجسمه آزادی تلفن بریل                                                                           | ۱۶٫۰۰                 | ۱۱                                                  | ۷۵            | ۳۶                |
| ۰۹/۱۸۷۹ - ۰۴/۱۸۸۰ | سیدنی                                                    | سیدنی             | کشاورزی، صنعت و هنر                                                          | The Garden Palace, steam trams                                                                  | ۱٫۱                   |                                                     |               |                   |
| ۱۰/۱۸۸۰ - ۰۴/۱۸۸۱ | ملبورن                                                   | ملبورن            | هنر, ساخت, کشاورزی و صنعت                                                    | ساختمان نمایشگاه سلطنتی & باغ‌های کارلتون                                                        | ۱٫۳۰                  | ۱٫۶                                                 | ۲۵            | ۳۳                |
| ۰۴/۱۸۸۸ - ۱۲/۱۸۸۸ | Exposición Universal de Barcelona (1888)                 | بارسلون           | هنر و صنعت                                                                   | Arc de Triomf Columbus Monument                                                                 | ۲٫۳۰                  | ۱٫۷                                                 | ۴۷            | ۳۰                |
| ۰۵/۱۸۸۹ - ۱۰/۱۸۸۹ | Paris International                                      | پاریس             | انقلاب فرانسه                                                                | برج ایفل آنی اووکلی                                                                             | ۳۲٫۰۰                 | ۰٫۳                                                 | ۹۶            | ۳۵                |
| ۰۵/۱۸۹۳ - ۱۰/۱۸۹۳ | World's Columbian                                        | شیکاگو            | Discovery of America                                                         | Midway Plaisance Fine Arts Building لامپ مهتابی چرخ و فلک                                       | ۲۷٫۵۰                 | ۲۷                                                  | ۲۹۰           | ۱۹                |
| ۰۵/۱۸۹۷ - ۱۱/۱۸۹۷ | بروکسل                                                   | بروکسل            | خودرو                                                                        |                                                                                                 | ۷٫۸۰                  |                                                     | ۱۳۲           | ۲۷                |
| ۰۴/۱۹۰۰ - ۱۱/۱۹۰۰ | Paris International                                      | پاریس             | Evaluation of a سده                                                          | فیلم پله برقی بازی‌های المپیک تابستانی ۱۹۰۰                                                      | ۵۰٫۸۰                 | ۱۸٫۷۵                                               | ۱۲۰           | ۵۸                |
| ۰۵/۱۹۰۱ - ۱۱/۱۹۰۱ | Pan-American Exposition                                  | بوفالو، نیویورک   | Commercial well being and جنگ آمریکا و اسپانیا among the American Republics. | لامپ رشته‌ای Assassination of William McKinley X-ray machine                                     | ۸٫۰۰                  | ۷٫۰                                                 | ۱۴۱           |                   |
| ۰۴/۱۹۰۴ - ۱۲/۱۹۰۴ | نمایشگاه خرید لوئیزیانا سنت لوئیس ۱۹۰۴                   | سنت لوئیس         | Louisiana Purchase                                                           | Forest Park Palace of Fine Art Vulcan statue بازی‌های المپیک تابستانی ۱۹۰۴                       | ۱۹٫۵۰                 | ۳۱٫۵                                                | ۵۰۰           | ۶۲                |
| ۰۴/۱۹۰۵ - ۱۱/۱۹۰۵ | لیئژ                                                     | لیئژ              | Belgian Independence                                                         |                                                                                                 | ۷٫۰۰                  | ۲٫۹                                                 | ۷۰            | ۳۱                |
| ۰۴/۱۹۰۶ - ۱۱/۱۹۰۶ | میلان                                                    | میلان             | Transport                                                                    | واگن برقی                                                                                       | ۱۰٫۰۰                 | ۲٫۶                                                 | ۱۰۰           | ۲۵                |
| ۰۵/۱۹۰۷ - ۱۱/۱۹۰۷ | Irish International Exhibition                           | دوبلین            |                                                                              |                                                                                                 | ۲٫۷۵                  |                                                     |               | ۳۹                |
| ۰۴/۱۹۰۷ - ۱۲/۱۹۰۷ | Jamestown Exposition                                     | نورفوک، ویرجینیا  | 300th Anniversary of جیمزتاون، ویرجینیا's settlement                         | راه آهن exhibits                                                                                | ۲٫۸۵۱                 |                                                     |               |                   |
| ۴۰۰               |                                                          |                   |                                                                              |                                                                                                 |                       |                                                     |               |                   |
| ۰۶/۱۹۰۹ - ۱۰/۱۹۰۹ | Alaska–Yukon–Pacific Exposition                          | سیاتل             | Development of the شمال غربی اقیانوس آرام                                    | Forestry cabin                                                                                  | ۱۰٫۰۰                 | ۳٫۷                                                 | ۱۰۰           |                   |
| ۰۴/۱۹۱۰ - ۱۱/۱۹۱۰ | بروکسل                                                   | بروکسل            | Industries                                                                   |                                                                                                 | ۱۳٫۰۰                 | ۳٫۵                                                 | ۹۰            |                   |
| ۰۴/۱۹۱۱ - ۱۱/۱۹۱۱ | تورین                                                    | تورین             | International Exposition of Industry and Labor                               |                                                                                                 | ۴                     |                                                     | 247 acres     | ۳۰                |
| ۰۴/۱۹۱۳ - ۱۱/۱۹۱۳ | Ghent International                                      | گنت               |                                                                              | Gent-Sint-Pieters railway station                                                               | ۹٫۵۰                  | ۳٫۳                                                 | ۱۳۰           | ۲۶                |
| ۰۲/۱۹۱۵ - ۱۲/۱۹۱۵ | نمایشگاه بین‌المللی پاناما-پسیفیک سان‌فرانسیسکو ۱۹۱۵       | سان‌فرانسیسکو      | Inauguration of the آبراه پاناما                                             | کاخ هنرهای زیبا Exploratorium                                                                   | ۱۹٫۰۰                 | ۲۵٫۸                                                | ۲۵۴           | ۳۲                |
| ۰۳/۱۹۱۵ - ۰۱/۱۹۱۷ | Panama–California                                        | سن دیگو           | Celebrating the Opening of the آبراه پاناما                                  | Cabrillo Bridge House of Charm Spreckels Organ Pavilion San Diego Museum of Man باغ وحش سن دیگو | ۳٫۷                   |                                                     |               | ۳۲                |
| ۰۵/۱۹۲۹ - ۰۶/۱۹۳۰ | Ibero-American Exposition                                | سبیا              |                                                                              |                                                                                                 |                       |                                                     |               |                   |
| ۰۵/۱۹۲۹ - ۰۱/۱۹۳۰ | Barcelona International                                  | بارسلون           | هنر and صنعت                                                                 | بارسلون موزه ملی هنر کاتالونیا ورزشگاه المپیک کمپانی لوییس                                      |                       | ۲۵                                                  | ۱۱۸           |                   |
| ۰۵/۱۹۳۳ - ۱۱/۱۹۳۳ | Century of Progress                                      | شیکاگو            | A Century of Progress                                                        | Sky Ride Graf Zeppelin Homes of Tomorrow                                                        | ۴۸٫۶۰                 | ۴۲٫۹                                                | ۱۷۰           | ۱۹                |
| ۰۴/۱۹۳۵ - ۱۱/۱۹۳۵ | بروکسل                                                   | بروکسل            | ترابریs, Colonisation                                                        |                                                                                                 | ۲۰٫۰۰                 | ۱۹۷ فرانک بلژیک                                     | ۱۵۲           | ۳۰                |
| ۰۵/۱۹۳۷ - ۱۱/۱۹۳۷ | نمایشگاه بین‌المللی هنر و فناوری در زندگی مدرن پاریس ۱۹۳۷ | پاریس             | Arts and فناوری in modern life                                               | تاق پیروزی (پاریس)                                                                              | ۳۱٫۰۰                 | 1,400 FRF                                           | ۱۰۵           | ۴۴                |
| ۰۴/۱۹۳۹ - ۱۰/۱۹۴۰ | New York World's Fair                                    | نیویورک سیتی      | Building The World of Tomorrow                                               | مرغزار فلاشینگ–کرونو پارک Bell Labs' Voder منشور کبیر Sci-fi Convention                         | ۴۵٫۰۰                 | ۱۵۵                                                 | ۵۰۰           | ۶۰                |
| ۰۷/۱۹۵۸ - ۰۹/۱۹۵۸ | Brussels World's Fair                                    | بروکسل            | A More Human World                                                           | Heysel اتومیوم                                                                                  | ۴۱٫۰۰                 | ۲٬۵۰۰ فرانک بلژیک                                   | ۲۰۰           | ۴۲                |
| ۰۴/۱۹۶۲ - ۱۰/۱۹۶۲ | Century 21 Exposition                                    | سیاتل             | Man in the عصر فضا                                                           | Seattle Center برج سوزن فضایی Seattle Monorail                                                  | ۹٫۶۰                  | ۴۷                                                  | ۳۰            |                   |
| ۰۴/۱۹۶۴ - ۱۰/۱۹۶۵ | New York World's Fair                                    | نیویورک           | Man's Achievement on a Shrinking Globe in an Expanding Universe              | یونیسفر Audio-Animatronics                                                                      |                       |                                                     | ۵۰۰           |                   |
| ۰۴/۱۹۶۷ - ۱۰/۱۹۶۷ | اکسپو ۶۷                                                 | مونترآل           | Man and His World                                                            | متروی مونترآل Habitat '67 مونترآل                                                               | ۵۰٫۰۰                 | ۴۳۱ دلار کانادا                                     |               | ۶۲                |
| ۰۴/۱۹۶۸ - ۱۰/۱۹۶۸ | HemisFair '68                                            | سن‌آنتونیو         | Confluence of Civilizations in the Americas                                  | برج آمریکاس مؤسسه فرهنگ‌های تگزاس HemisFair Arena                                                | ۶٫۴۰                  | ۱۵۶                                                 | ۳۷٫۶۴         | ۲۳                |
| ۰۳/۱۹۷۰ - ۰۹/۱۹۷۰ | Expo '70                                                 | اوساکا            | Progress and Harmony for Mankind                                             | Tower of the Sun سنگ‌های ماه Electric Cars                                                       | ۶۴٫۲                  | ۳۰ Profit                                           | ۳۲۹٫۸۲        | ۷۵                |
| ۰۵/۱۹۷۴ - ۱۱/۱۹۷۴ | Expo '74                                                 | اسپوکین           | Tomorrow's Fresh New Environment                                             | آی‌مکس                                                                                           | ۴٫۸۰                  | ۷۸٫۴                                                | ۴۱            | ۱۱                |
| ۰۵/۱۹۸۲ - ۱۰/۱۹۸۲ | 1982 World's Fair                                        | ناکسویل           | Energy Turns the World                                                       | Sunsphere                                                                                       | ۱۱٫۰۰                 | ۴۲                                                  | ۳۰            | ۲۱                |
| ۰۵/۱۹۸۴ - ۱۱/۱۹۸۴ | 1984 World's Fair                                        | نیواورلئان        | The World of Rivers                                                          | Convention Center                                                                               | ۷٫۳۰                  | ۳۵۰                                                 | ۳۳٫۹۹         | ۲۶                |
| ۰۳/۱۹۸۵ - ۰۹/۱۹۸۵ | 1985 World's Fair                                        | تسوکوبا، ایباراکی | Dwellings and Surroundings - Science and Technology for Man at Home          |                                                                                                 | ۲۰٫۳                  | ۱۰۰                                                 |               | ۱۱۱               |
| ۰۵/۱۹۸۶ - ۱۰/۱۹۸۶ | اکسپو ۸۶                                                 | ونکوور            | ترابری و ارتباط                                                              | Science World ونکوور BC Place جایگاه کانادا اسکای‌ترین (ونکوور)                                  | ۲۲٫۱۱                 | 311 دلار کانادا deficit                             | ۷۰            | ۵۴                |
| ۰۴/۱۹۸۸ - ۱۰/۱۹۸۸ | Expo '88                                                 | بریزبن            | Leisure in the Age of Technology                                             | Sunsails, Skyneedle                                                                             | ۱۸٫۰۰                 | ۶۲۵ استرالیا                                        | ۴۰            | ۳۶                |
| ۰۴/۱۹۹۲ - ۱۰/۱۹۹۲ | سبیا (شهر)                                               | سبیا              | عصر کاوشگری                                                                  | پل آلامیو                                                                                       | ۴۱٫۸۰                 |                                                     | ۲۱۵           | ۱۰۸               |
| ۰۵/۱۹۹۲ - ۰۸/۱۹۹۲ | جنوا                                                     | جنوا              | کریستف کلمب, کشتی و دریا                                                     | Aquarium of Genoa                                                                               | ۱٫۷                   |                                                     |               | ۱۰۸               |
| ۰۸/۱۹۹۳ - ۱۱/۱۹۹۳ | Expo '93                                                 | دائجونگ           | چالش‌های راه نوین پیشرفت                                                      | Daejeon Expo Park, دائجونگ                                                                      | ۱۴٫۵۰                 |                                                     | ۲۵            | ۱۰۸               |
| ۰۵/۱۹۹۸ - ۰۹/۱۹۹۸ | اسکپو ۱۹۹۸                                               | لیسبون            | اقیانوس‌ها: یادگاری برای آینده                                                | Pavilhão Atlântico لیسبون Pavilion of Portugal                                                  | ۱۱٫۰۰                 |                                                     | ۷۰            | ۱۴۶               |
| ۰۶/۲۰۰۰ - ۱۰/۲۰۰۰ | اکسپو ۲۰۰۰                                               | هانوفر            | بشر, طبیعت, فناوری                                                           | Hannover Principles                                                                             | ۱۸٫۰۰                 | ۳٬۴۰۰٬۰۰۰ مارک آلمان                                | ۱۶۰           | ۱۵۵               |
| ۰۳/۲۰۰۵ - ۰۹/۲۰۰۵ | اکسپو ۲۰۰۵                                               | استان آیچی        | خِرَد طبیعت                                                                    | همسایه من توتورو آسیمو                                                                          | ۲۲٫۰۴                 |                                                     | ۱۷۳           | ۱۲۱               |
| ۰۶/۲۰۰۸ - ۰۹/۲۰۰۸ | اکسپو ۲۰۰۸                                               | ساراگوسا          | آب و توسعه پایا                                                              | Bridge Pavilion Water Tower                                                                     |                       |                                                     |               | ۱۰۸               |
| ۰۵/۲۰۱۰ - ۱۰/۲۰۱۰ | اکسپو ۲۰۱۰                                               | شانگهای           | شهر بهتر زندگی بهتر                                                          | Expo Axis                                                                                       | ۷۳٫۰۸                 | $4.2 billion ($58 billion including infrastructure) | ۵۲۸           | ۲۰۰               |
| 05/2012 – 08/2012 | اکسپو ۲۰۱۲                                               | کره جنوبی یئوسو   | اقیانوس و ساحل زنده                                                          | The Big-O The Sky Tower                                                                         | 8.20                  | 176.9                                               | 25            | 103               |
| 05/2015 – 10/2015 | اکسپو ۲۰۱۵                                               | ایتالیا میلان     | تغذیه سیاره، انرژی برای زندگی                                                | درخت زندگی                                                                                      | 21.5                  |                                                     | 110           | 145               |
| 06/2017 – 09/2017 | اکسپو ۲۰۱۷                                               | قزاقستان آستانه   | انرژی آینده                                                                  | The Nur Alem Sphere                                                                             | 4.1                   |                                                     | 25            | 115               |

### نمایشگاه‌های آینده
| ۲۰۲۰ | اکسپو ۲۰۲۰   | امارات متحده عربی | دبی         | نمایشگاه جهانی | پیوند ذهن‌ها - آفرینش آینده         |
| ۲۰۲۳ | اکسپو ۲۰۲۳   | آرژانتین          | بوئنوس آیرس | نمایشگاه ویژه  | صنایع نوآور در همگرایی دیجیتال     |
| ۲۰۲۴ | اکسپو (۲۰۲۴) | ایران             | تهران       | نمایشگاه جهانی |                                    |
| 2025 | اکسپو ۲۰۲۵   | ژاپن              | اوزاکا      | نمایشگاه جهانی | طراحی جامعه اینده برای زندگی‌های ما |

### نمایشگاه‌های پیشنهادی
- اکسپو ۲۰۳۰:

نامزدها:
- - بوسان, کره جنوبی

## فهرست کشورها

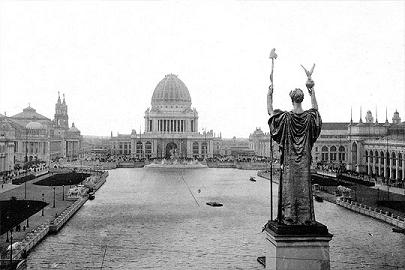
تندیس جمهوری در نمایشگاه جهانی ۱۸۹۳ در شیکاگو

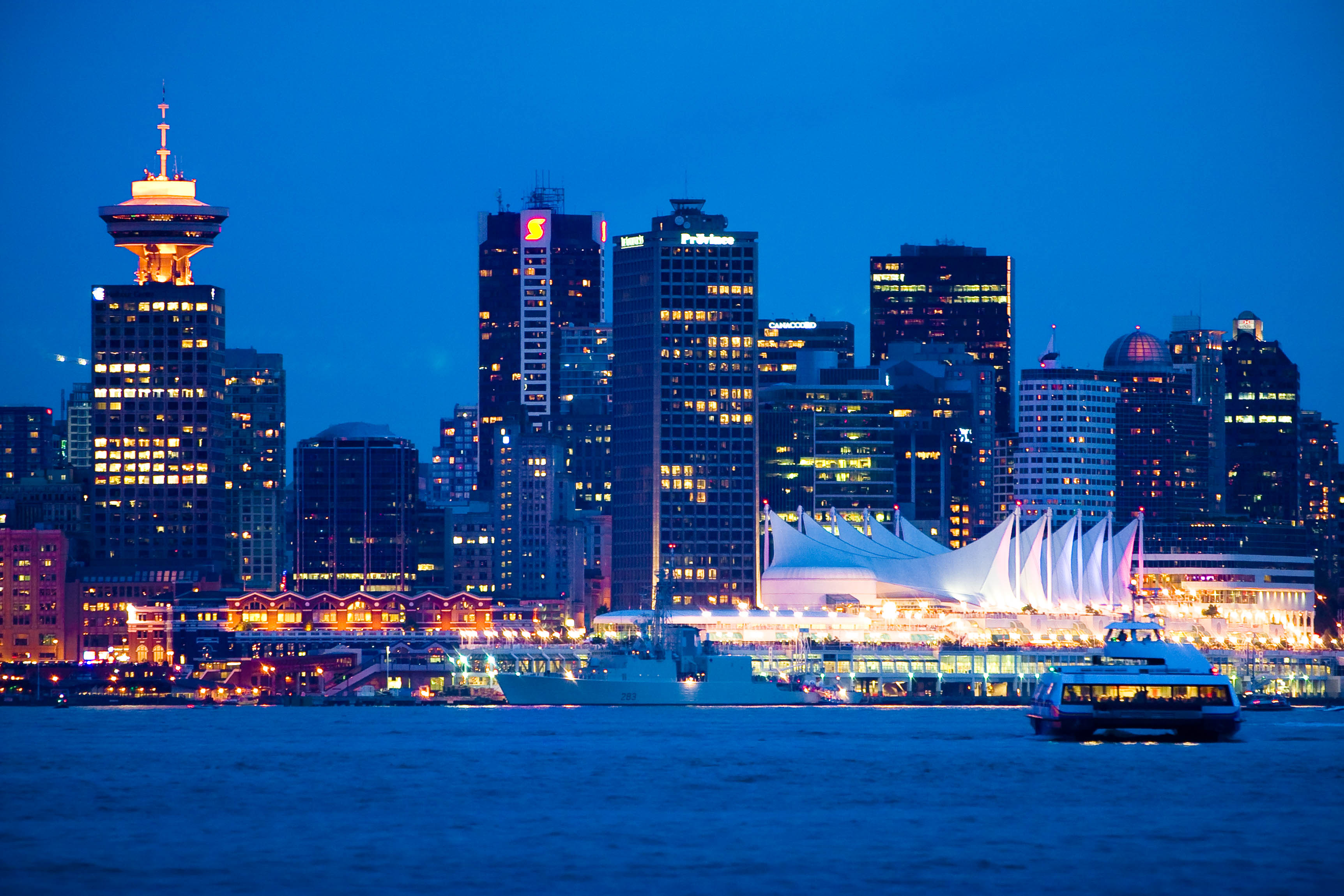
ونکوور و «جایگاه کانادا» میزبان اکسپو ۸۶

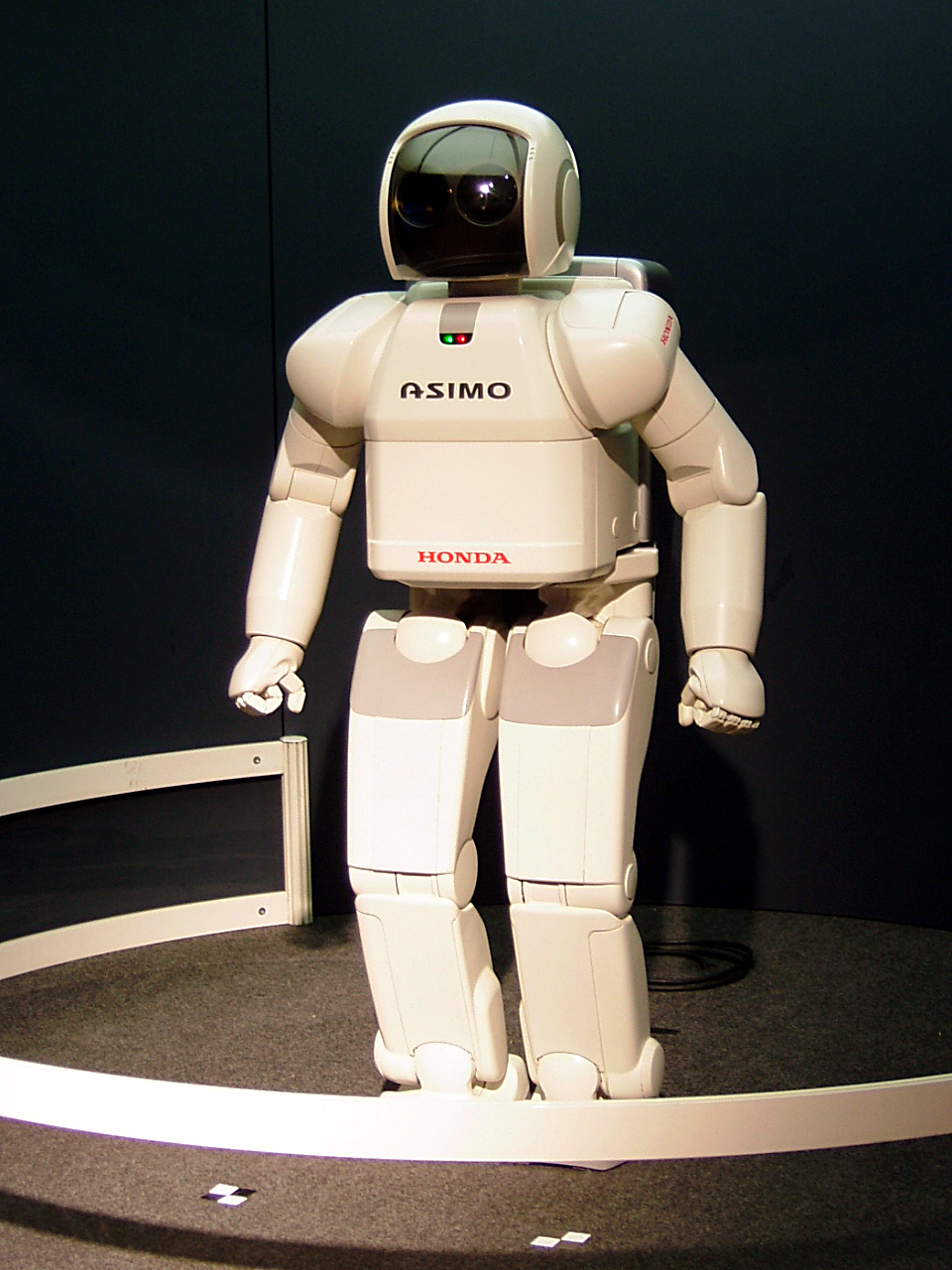
آسیمو در اکسپو ۲۰۰۵ در ژاپن

| کشور                                 | City | Name of نمایشگاه جهانی | Attending Countries        | Year                                                             |
| ------------------------------------ | --- | --- | -------------------------- | ---------------------------------------------------------------- |
| استرالیا                             | سیدنی ملبورن بریزبن                                                                                             | Sydney International Melbourne International World Expo 88 | ۳۳ ۳۶                      | ۱۸۷۹ ۱۸۸۰ ۱۹۸۸                                                   |
| اتریش (formerly اتریش-مجارستان)      | وین | Austrian International | ۳۵                         | ۱۸۷۳                                                             |
| بلژیک                                | بروکسل گنت Liège                                                                                                | Brussels International Brussels World's Fair Ghent International Liège International | ۲۷ ۳۰ ۴۲ ۲۶ ۳۱             | ۱۸۹۷ ۱۹۱۰ ۱۹۳۵ ۱۹۵۸ ۱۹۱۳ ۱۹۰۵                                    |
| کانادا                               | مونترآل ونکوور                                                                                                  | اکسپو ۶۷ اکسپو ۸۶ | ۶۲ ۵۴                      | ۱۹۶۷ ۱۹۸۶                                                        |
| جمهوری خلق چین                       | شانگهای | اکسپو ۲۰۱۰ | ۲۰۰                        | ۲۰۱۰                                                             |
| فرانسه                               | پاریس | پاریس ۱۸۵۵ پاریس ۱۸۶۷ پاریس ۱۸۷۸ Paris International پاریس ۱۹۳۷ | ۲۵ ۴۲ ۳۶ ۳۵ ۵۸ ۴۴          | ۱۸۵۵ ۱۸۶۷ ۱۸۷۸ ۱۸۸۹ ۱۹۰۰ ۱۹۳۷                                    |
| آلمان                                | هانوفر | Expo 2000 | ۱۵۵                        | ۲۰۰۰                                                             |
| ایتالیا                              | میلان تورین جنوا میلان                                                                                          | Milan International Turin International Expo Colombo '92 اکسپو ۲۰۱۵ | ۲۵ ۳۰ ۵۴                   | ۱۹۰۶ ۱۹۱۱ ۱۹۹۲۲۰۱۵                                               |
| ژاپن                                 | استان آیچی تسوکوبا، ایباراکی استان اوکیناوا اوساکا                                                              | اکسپو ۲۰۰۵ Expo '85 Expo '75 Expo '70 | ۱۲۱ ۱۱۱ ۴۰ ۷۵              | ۲۰۰۵ ۱۹۸۵ ۱۹۷۵ ۱۹۷۰                                              |
| پرتغال                               | لیسبون | Expo '98 | ۱۴۶                        | ۱۹۹۸                                                             |
| کره جنوبی                            | دائجونگ یئوسو                                                                                                   | Expo '93 Expo 2012 | ۱۰۸                        | ۱۹۹۳۲۰۱۲                                                         |
| اسپانیا                              | بارسلون سبیا (شهر) ساراگوسا                                                                                     | Exposición Universal de Barcelona (1888) Barcelona International Seville Expo '92 Expo Zaragoza 2008 | ۳۰ ۲۰ ۱۰۸                  | ۱۸۸۸ ۱۹۲۹ ۱۹۹۲ ۲۰۰۸                                              |
| پادشاهی متحد بریتانیای کبیر و ایرلند | دوبلین لندن | Irish International Exhibition نمایشگاه بزرگ International | ۲۵ ۳۹                      | ۱۹۰۷ ۱۸۵۱ ۱۸۶۲                                                   |
| ایالات متحده آمریکا                  | بوفالو، نیویورک شیکاگو ناکسویل نیواورلئان نیویورک سیتی فیلادلفیا سن‌آنتونیو سان‌فرانسیسکو سیاتل اسپوکین سنت لوئیس | Pan-American Exposition World's Columbian Century of Progress 1982 World's Fair 1984 World's fair New York World's Fair نمایشگاه سده، فیلادلفیا ۱۸۷۶ HemisFair '68 نمایشگاه بین‌المللی پاناما-پسیفیک سان‌فرانسیسکو ۱۹۱۵ Century 21 Exposition Expo '74 نمایشگاه خرید لوئیزیانا سنت لوئیس ۱۹۰۴ | ۱۹ ۲۱ ۲۶ ۶۰ ۳۵ ۲۳ ۳۲ ۱۱ ۶۲ | ۱۹۰۱ ۱۸۹۳ ۱۹۳۳ ۱۹۸۲ ۱۹۸۴ ۱۹۳۹ ۱۹۶۴ ۱۸۷۶ ۱۹۶۸ ۱۹۱۵ ۱۹۶۲ ۱۹۷۴ ۱۹۰۴ |